# Championnats d'Irlande de squash
Les Championnats d'Irlande de squash sont une compétition de squash individuelle organisée par Irish squash. Ils se déroulent chaque année depuis 1995.
Derek Ryan détient le record de victoires masculines avec 9 titres.
Madeline Perry détient le record féminin avec 15 titres,
.

## Palmarès

### Hommes
- 2025 : Conor Moran
- 2024 : Sam Buckley[4]
- 2023 : Sam Buckley
- 2022 : Sam Buckley[5]
- 2020 : Arthur Gaskin
- 2019 : Arthur Gaskin
- 2018 : Arthur Gaskin
- 2017 : Arthur Gaskin
- 2016 : Arthur Gaskin
- 2015 : Arthur Gaskin
- 2014 : non disputé
- 2013 : Arthur Gaskin
- 2012 : Derek Ryan
- 2011 : Arthur Gaskin
- 2010 : John Rooney
- 2009 : John Rooney
- 2008 : Liam Kenny
- 2007 : Liam Kenny
- 2006 : Liam Kenny
- 2005 : Liam Kenny
- 2004 : Liam Kenny
- 2003 : Derek Ryan
- 2002 : Steve Richardson
- 2001 : Liam Kenny
- 2000 : Derek Ryan
- 1999 : Derek Ryan
- 1998 : Derek Ryan
- 1997 : non disputé
- 1996 : non disputé
- 1995 : Derek Ryan

### Femmes
- 2025: Hannah Craig
- 2024: Hannah Craig[6]
- 2023: Breanne Flynn
- 2022: Breanne Flynn[5]
- 2020: Sophie O'Rourke
- 2019 : Sophie O'Rourke
- 2018 : Sophie O'Rourke
- 2017 : Hannah Craig
- 2016 : Laura Mylotte
- 2015 : Madeline Perry
- 2014 : Madeline Perry
- 2013 : Aisling Blake
- 2012 : Madeline Perry
- 2011 : Madeline Perry
- 2010 : Madeline Perry
- 2009 : Madeline Perry
- 2008 : Madeline Perry
- 2007 : Madeline Perry
- 2006 : Madeline Perry
- 2005 : Laura Mylotte
- 2004 : Madeline Perry
- 2003 : Madeline Perry
- 2002 : Madeline Perry
- 2001 : Madeline Perry
- 2000 : Eleanor Lapthorne